# علم أوهايو

علم ولاية أوهايو

أعتمد علم ولاية أوهايو في يوم 10 تموز - يوليو من عام 1902.

## معنى العلم
- الأزرق: يرمز المثلث الأزرق إلى وديان وهضاب الولاية
- الأحمر: ترمز الشرائط الحمراء الخمس الموجودة في العلم إلى الطرق والممرات المائية الموجودة في الولاية وترمز كذلك إلى أن ولاية أوهايو كانت واحدة من ضمن خمس ولايات كانت مكونة للإقليم الشمالي الغربي (1787 - 1803 والذي كان مكونا من الولايات : أوهايو، ميشيغان، أنديانا، ألينوي وويسكونسن)
- ★ النجوم: تمثل النجوم 17 الموجودة في العلم إلى أن أوهايو كانت الولاية رقم 17 في تاريخ انضمامها إلى الاتحاد الأمريكي وترمز النجوم 13 التي تقع في جهة اليسار من العلم إلى المستعمرات ال13 الأصلية المكونة للاتحاد الأمريكي.
- الدائرة بيضاء اللون الموجودة في العلم وفي وسطها الدائرة الحمراء ترمزان إلى الحرف الأول من اسم ولاية أوهايو O وترمزان كذلك إلى لقب الولاية ولاية بوكي ("the Buckeye State").

## علم حاكم الولاية

علم حاكم ولاية أوهايو

تم اعتماد علم حاكم ولاية أوهايو في يوم 30 أيلول - سبتمبر من سنة 1963 م.